# نووه مورسه
نووه مورسه (به لاتین: Nowe Mursy) یک روستا در لهستان است که در گمینا ستردنگ واقع شده‌است.